# 문정우
문정우(文正禹, 1964년 8월 10일 ~ )는 대한민국의 정치인이다. 제49대 금산군수를 역임했다.

## 경력
- 웅지농산 대표
- 금산군 품목농업인연구협의회 회장
- 금산군 농민단체협의회 회장
- 한경대학교 겸임교수
- 건국대학교 농축대학원 겸임교수
- 2018.07 ~ 2022.06 제49대 민선 7기 충청남도 금산군수(초선, 더불어민주당)
- 2022.10 ~ : 더불어민주당 충청남도당 부위원장

## 전과
- 가축분뇨의관리및이용에관한법률위반: 벌금 1,000,000원 - 2008년 5월 2일 선고[1]
- 가축분뇨의관리및이용에관한법률위반: 벌금 2,000,000원 - 2008년 7월 28일 선고[1]
- 가축분뇨의관리및이용에관한법률위반: 벌금 2,000,000원 - 2009년 12월 17일 선고[1]

## 역대 선거 결과
|  | 44.71% |

|  | 35.34% |

|  | 43.52% |